# ميد-كونتيننتال بلازا
ميد-كونتيننتال بلازا هو 583 ft ( 178m ) ناطحة سحاب طويل القامة في شيكاغو، إلينوي . تم الانتهاء منه في عام 1972 ولديها 49 طابقا. شو وشركاه تصميم المبنى، الذي يعد أطول مبنى 52nd في شيكاغو . كان من المقرر في الأصل أنها يومين 40 قصة أبراج الزجاج الأسود . وقد تم تحويل أعلى 10 طابقا إلى الوحدات السكنية ودعا بارك مونرو .

## انظر ايضاً
- قائمة أطول المباني في شيكاغو